# Liceo N°35 Instituto Alfredo Vásquez Acevedo

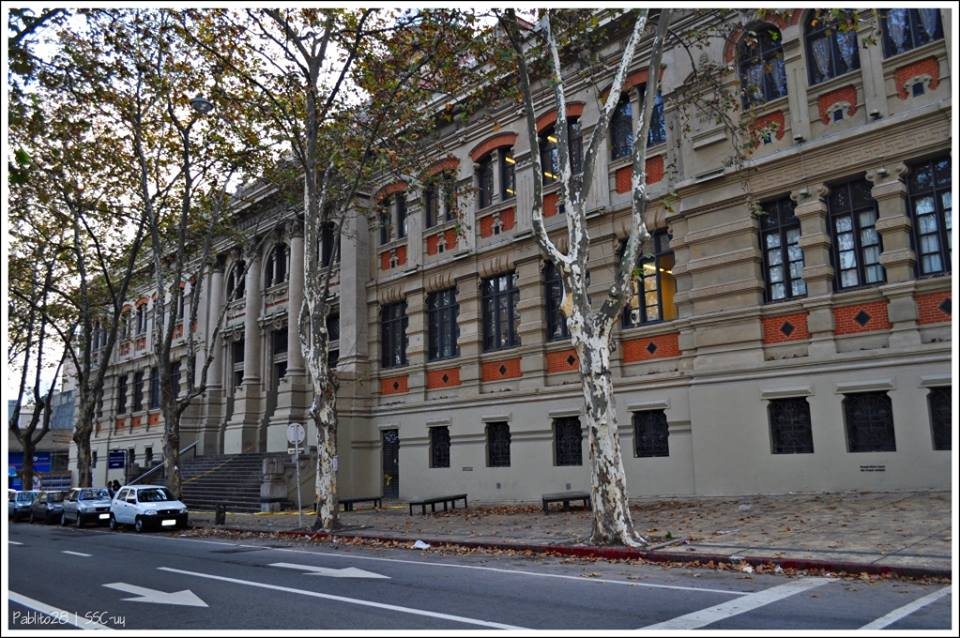
Das Instituto Alfredo Vázquez Acevedo in Montevideo

Das Liceo N°35 Instituto Alfredo Vázquez Acevedo ist ein Bauwerk in der uruguayischen Landeshauptstadt Montevideo.
Das 1911 eingeweihte Gebäude befindet sich im Barrio Cordón an der Calle Eduardo Acevedo 1419–1427 und den Straßen José E. Rodó, Guayabos und Emilio Frugoni. Als Architekt zeichnete Alfredo Jones Brown verantwortlich. Das Bauwerk beherbergt mit dem Liceo Nº 35 Instituto Alfredo Vázquez Acevedo (I.A.V.A.), die älteste Sekundarschule (Liceo) des Montevideo. Außerdem sind hier das Observatorio Astronómico, das am 22. Januar 1911 eröffnete Museo de Historia Natural Dr. Carlos A. Torres de la Llosa" und die Biblioteca de Enseñanza Secundaria untergebracht. Von 2006 bis März 2009 wurden für rund 2,5 Millionen US-Dollar Wiederherstellungs- und Umbauarbeiten unter Leitung von Architekt Jorge Di Pólito an dem Gebäude vorgenommen.
Seit 1976 ist das Gebäude als Monumento Histórico Nacional klassifiziert.